# Gimnazija in srednja šola za kemijo in farmacijo Ruše
Gimnazija in srednja šola za kemijo in farmacijo Ruše (prej Gimnazija in srednja kemijska šola Ruše) je srednja šola, ki se nahaja v občini Ruše. Na šoli poteka srednješolsko izobraževanje po programih: kemijski tehnik, farmacevtski tehnik, gimnazijski maturant in izobraževanje ob delu.
Šola ima lastni dijaški dom.